# Melissa Scott

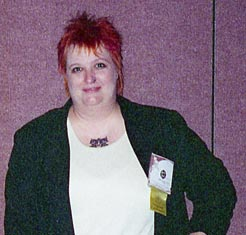
Melissa Scott

Melissa Elaine Scott (* 7. August 1960 in Little Rock, Arkansas) ist eine US-amerikanische Autorin. Scott schreibt Bücher im Bereich Fantasy und Science-Fiction.

## Leben
Sie studierte nach ihrer Schulausbildung an der Little Rock Central High School Geschichte am Harvard College und Brandeis University und erhielt den Ph.D. in vergleichender Geschichtswissenschaft. Sie veröffentlichte 1984 ihren ersten Roman und hat seit dieser Zeit rund zwei Dutzend Bücher geschrieben, wobei sie drei ihrer Bücher gemeinsam mit ihrer Lebensgefährtin Lisa A. Barnett schrieb.
In Scotts Büchern erscheinen LGBT Charaktere, die in den Geschichten eingebaut werden, aber eher selten im Zentrum ihrer Bücher stehen. Allein das Buch Shadow Man ist unter ihren Büchern schwerpunktmäßig auf LGBT und Sexualität fokussiert.
Des Weiteren unterrichtet Scott neben ihrer schriftstellerischen Tätigkeit Studenten im Schreiben und publiziert in diesem Bereich über Internet und Anleitungsbüchern.
Scott lebte mit ihrer Lebensgefährtin Lisa A. Barnett in Portsmouth, New Hampshire, über 27 Jahre zusammen, bis diese an Brustkrebs am 2. Mai 2006 starb.

## Auszeichnungen
- 1986: John W. Campbell Award for Best New Writer in Science Fiction
- 1995: Lambda Literary Award für Trouble and Her Friends
- 1996: Lambda Literary Award für Shadow Man
- 1999: Gaylactic Spectrum Award für Shadow Man (Publikumspreis)
- 2002: Lambda Literary Award für Point of Dreams (zusammen mit Lisa A. Barnett)
- 2003: Gaylactic Spectrum Award für Shadow Man (Hall of Fame)
- 2010: Gaylactic Spectrum Award für die Kurzgeschichte The Rocky Side of the Sky
- 2014: Lambda Literary Award für Death by Silver (zusammen mit Amy Griswold)
- 2014: Gaylactic Spectrum Award für Death by Silver (zusammen mit Amy Griswold)
- 2015: Gaylactic Spectrum Award für Fairs’ Point

## Werke (Auswahl)
- The Game Beyond, 1984
- A Choice of Destinies, 1986
- The Kindly Ones, 1987 (deutsch: Die Freundlichen, 1992)
- Mighty Good Road, 1990
- Dreamships, 1992
- Burning Bright, 1993
- Trouble and Her Friends, 1994
- Shadow Man, 1995
- Dreaming Metal, 1997
- Night Sky Mine, 1997
- The Shapes of Their Hearts, 1998
- The Jazz, 2000

- The Silence Leigh Trilogie
  - The Empress of Earth, 1987
  - Five-Twelfths of Heaven, 1985
  - Silence in Solitude, 1986

gemeinsam mit Lisa A. Barnett
- Armor of Light, 1988
- Point of Hopes, 1995
- Point of Dreams,** 2001

Romane die auf dem Star-Trek-Universum basieren
- Proud Helios, 1995 (deutsch: Der Pirat, 1996) Star Trek: Deep Space Nine
- The Garden, 1996 (deutsch: Der Garten, 1998) Star Trek: Voyager

Sachbuch
- Conceiving the Heavens: Creating the Science Fiction Novel, (1997)